# خوسيه أندريس مارتينيز
خوسيه أندريس مارتينيز (بالإسبانية: José Andrés Martínez)‏ هو لاعب كرة قدم فنزويلي في مركز الوسط، ولد في 7 أغسطس 1994 في ماراكايبو في فنزويلا. لعب مع فيلادلفيا يونيون.

## وصلات خارجية
- خوسيه أندريس مارتينيز على موقع الدوري الأمريكي (الإنجليزية)
- خوسيه أندريس مارتينيز على موقع قاعدة بيانات كرة القدم.إي يو (الإنجليزية)
- خوسيه أندريس مارتينيز على موقع ناشيونال فوتبول تيمز (الإنجليزية)
- خوسيه أندريس مارتينيز على موقع Soccerway.com (الإنجليزية)